# Grace Paul
Grace J. Paul (nascida em 1901 - morreu depois de 1972) foi uma educadora cristã tamil do Sri Lanka. Ela foi directora de três escolas para meninas no Sri Lanka e membro fundador da Federação de Mulheres Universitárias do Ceilão em 1941.

## Juventude
Paul nasceu em Jaffna, filha de pais cristãos tamil, Rev. Isaac Paul e Elizabeth Holsington Paul. O seu avô, pai e tios eram pastores, ligados à Missão Ceilão Americana. Ela formou-se no Seminário Uduvil e no Madras Christian College antes de ingressar no Mount Holyoke College em 1920.  Em Mount Holyoke, ela foi presidente do Cosmopolitan Club. Ela formou-se em Mount Holyoke em 1924 e prosseguiu com os seus estudos no Teachers College, Columbia University.
Enquanto estudante nos Estados Unidos, ela participou na 19ª Conferência das Sociedades Missionárias Estrangeiras de Mulheres em 1922, em Massachusetts. Em 1924, ela falou no Quarto Congresso da Liga Internacional das Mulheres pela Paz e Liberdade em Washington.

## Carreira
Paul ensinava ciências na Uduvil Girls 'School e acabou por ser a directora do programa bilíngue da escola. De 1947 a 1955, ela foi directora da Girls 'High School, Kandy, a primeira directora da escola no Sri Lanka. De 1958 a 1964, foi directora da St. Paul's Girls School, Milagiriya. Ela era conhecida por exigir trabalho de laboratório nas suas aulas.
Em 1941, ela foi membro fundador da Federação de Mulheres Universitárias do Ceilão, juntamente com Doreen Young Wickremasinghe, Hilda Kularatne, Susan George Pulimood, Marjorie Westrop e Clara Motwani. Ela foi a única fundadora nativa da organização e a sua primeira presidente do Sri Lanka, liderando a federação de 1944 a 1946 e de 1958 a 1959.

## Vida pessoal
Em 1932, ela visitou um dos seus irmãos, o clérigo e educador Charles Blackshear Paul, em Singapura e falou sobre as suas experiências nos Estados Unidos. Ela sobreviveu ao seu irmão Charles quando ele morreu em 1973.